# Ostrogoto Ariadna
Ostrogoto Ariadna va ser una reina burgúndia d'origen ostrogot, casada amb el rei Segimon, del qual va ser la primera esposa.
Fou una de les filles grans de Teodoric el Gran i, segons Jordanes, d'una concubina, de la qual també va néixer la seva germana Tiudigota, engendrades ambdues a la Mèsia. Va ser també germanastra de la futura reina ostrogoda, Amalasunta. El seu nom compost es diu que significa un doble llegat ostrogot i imperial. A més, Ariadna era un nom procedent d'una avantpassada dels reis burgundis, l'emperadriu Ariadna, esposa de l'emperador Anastasi I, i podria haver reflectit una mena de bateig o una conversió al catolicisme per tal de poder-se casar amb un monarca catòlic.
El seu matrimoni fou fruit del joc d'aliances matrimonials dels ostrogots amb els altres principals poders germànics d'ençà, i en el cas d'Ostrogoto fou per tal d'estabilitzar la zona de la vall del Roine, especialment la zona al voltant d'Arle i el riu Durance, i protegir-se davant del creixement del poder dels francs. Probablement després del 494, Ostrogoto va ser casada amb Segimon, alhora que la seva germana Tiudigota estava casada amb el rei visigot Alaric II.
Ostrogot va tenir una filla amb Segimon anomenada Suavegoto. No obstant això, després de morir la reina Segimon va tenir després dos fills més d'un segon matrimoni. Sembla que Ostrogoto va morir vers el 520, abans que el seu espòs, que va morir poc després, el 523.